# Iberg (Winterthur)

Iberg im Jahr 1990

Iberg ist eine Aussenwacht und ein Quartier der Stadt Winterthur und gehört zum Kreis 3 (Seen).

## Geschichte
Eine Doppelsiedlung Iberg mit zwei Zelgensystemen ist erstmals am 28. Juli 1264 urkundlich vermerkt. Dazumals hatte Hartmann der Ältere von Kyburg den oberen Hof dem Chorherrenstift Heiligenberg vermacht, während der untere im Besitz der Kyburger blieb.

## Verkehr
Iberg wird von der Linie 9 von Stadtbus Winterthur erschlossen, die Iberg (Busstation «Klösterli Iberg» am nordwestlichen Rand der Aussenwacht) und andere umliegende Aussenwachten mit dem Bahnhof Winterthur Seen verbindet. Abends wird die Linie als Rufbus geführt.
Bis 2008 waren Iberg und die anderen Aussenwachten noch mit der Postautolinie 681 direkt mit dem Hauptbahnhof Winterthur verbunden.

## Bildung
Es gibt zwei Primarschulhäuser in Iberg: das Dorfschulhaus im Zentrum, in dem der Kindergarten und eine Mittelstufenklasse untergebracht sind und das Primarschulhaus Iberg Pavillon, das drei Unterstufenklassen beherbergt.
Für die Oberstufe müssen die Schüler ins Sekundarschulhaus Oberseen.

## Sport
Von 1959 bis 1974 wurde am Iberghang vom RV Winterthur jährlich jeweils ein Motocrossrennen veranstaltet.